# François Marius Baudoin
François Marius Baudoin (né à Nice le 31 décembre 1867 et mort dans la même ville le 18 septembre 1957), est un administrateur colonial français.

## Biographie
Né François Delforno (du nom de sa mère) à Nice le 31 décembre 1867, celle-ci épouse son compagnon Claude Baudoin en 1869 qui reconnaît et légitime François, lequel pourra dès lors porter ce patronyme. Sa carrière commence au ministère des Finances en 1887. Il part pour l'Indochine comme commis de résidence en 1888, en Annam. Il devient en 1895 secrétaire particulier du résident supérieur puis chancelier de résidence. Il est commissaire du gouvernement au Laos en 1896. il devient administrateur en 1900, puis administrateur de 1re classe en 1910. Il est nommé résident supérieur au Cambodge en 1911. Il organise la diffusion d'un guide médical pratique rédigé en khmer aux chefs de villages du protectorat, avec, semble-t-il, un certain succès. Il assure par intérim les fonctions de gouverneur général de l’Indochine, en 1922-1923, et prend sa retraite en 1926. Il est titulaire des Palmes académiques, en 1903 et de la Légion d’honneur, en 1911.

## L'affaire du Bokor
« Inventeur » de la station climatique du Bokor, François Baudouin ne recule devant aucun sacrifice financier pour édifier ce que ses détracteurs qualifieront de « folie Baudouin » comportant outre un hôtel, une villa pour le Résident supérieur, un bureau de poste, une usine électrique, une infirmerie, une maison de repos pour missionnaires et une station agricole. Il fait rafler des milliers de forçats pour en construire la route d'accès et le palace est inauguré le jour de la Saint-Valentin 1925, « un pseudo sanatorium qui est en réalité un palais de luxe ». Un rapport est alors commandé par le ministère des colonies établissant le nombre de morts à 881. Pour financer l'opération, Baudouin fait percevoir l'impôt sur le riz par anticipation ce qui déclenche une révolte et la mort de son collaborateur Félix Bardez. Économiquement aussi, le projet est un échec : une vingtaine d'Occidentaux seulement est présente en 1928 et le site est déserté à partir de 1930.
Au cours du procès Bardez en décembre 1925, l'avocat Lortat-Jacob est poursuivi pour avoir déclaré au sujet de la route du Bokor : « Vous pouvez la monter aujourd’hui sans crainte, les soubassements sont à l’épreuve, car ils sont consolidés d’ossements humains blanchis. En haut, en guise du calvaire qui s’imposait — un pardon — c’est un palace qui dresse son orgueilleuse silhouette. Mais, sur ce palace, on a oublié de faire flotter le drapeau noir portant comme emblème un crâne et deux tibias entrecroisés. » Il est relaxé, la cour d'appel de Saïgon jugeant que « la phrase incriminée signifie que le protectorat du Cambodge n’a pas reculé devant la cruelle disproportion entre le nombre élevé de décès dans la main-d’œuvre et l’importance plutôt faible de l’objectif poursuivi, à savoir la construction d’un hôtel ; qu’enfin nos couleurs nationales flottent mieux à l’aise là où les bienfaits de la paix française apparaissent plus nettement que sur le chemin de Bokor… »
Baudoin peut malgré tout continuer sa carrière, mais les journaux anticolonialistes et les députés communistes à la Chambre qualifieront le Résident supérieur de « triste héros du Bokor ».
Rentré en France, il meurt à Nice le 18 septembre 1857, à l'âge de 89 ans.